# Eric Kabera
Pour les articles homonymes, voir Kabera.
Eric Kabera, né en 1970, est un journaliste et cinéaste rwandais, fondateur et président du Rwanda Cinema Center.

## Jeunesse et carrière
Kabera est né au Zaïre, aujourd'hui République démocratique du Congo (RDC). Même s'il vivait toujours en RDC lorsque le génocide rwandais a commencé en avril 1994, Kabera parle des membres de sa famille qui vivaient au Rwanda à l'époque, 32 d'entre eux mourant des violences. Cela l'a inspiré à faire un long métrage, sorti en 2001, sur le génocide intitulé 100 Days et un documentaire de 2004 intitulé Gardiens de la mémoire dans lequel il interviewe à la fois les victimes et les auteurs des atrocités. 100 Days, que Kabera a réalisé en collaboration avec le cinéaste britannique Nick Hughes, est le premier film tourné au Rwanda après le génocide et c'est aussi le premier long métrage sur le génocide. Le film n'a employé aucun acteur professionnel, les cinéastes n'ayant employé que de vrais survivants tutsis et hutus pour interpréter le scénario. Le film a été tourné aux endroits où des actes de génocide se sont produits.

## Rwanda Film Festival
En 2005, Eric Kabera fonde le Rwanda Film Festival,.

## Filmographie
| Année | Film                                                             | Crédit                              |
| ----- | ---------------------------------------------------------------- | ----------------------------------- |
| 2001  | 100 Days                                                         | Producteur                          |
| 2004  | Gardiens de la mémoire                                           | Scénariste, réalisateur, producteur |
| 2008  | Iseta: Behind the Roadblock (Iseta: Derrière le barrage routier) | Coproducteur                        |
| 2010  | Africa United                                                    | Producteur                          |